# Johannes Wallerius (1592–1653)
Johannes Wallerius, född 1592 i Vallerstads församling, Östergötland, död 7 december 1653 i Vallerstads församling, Östergötlands län, var en svensk präst.

## Biografi
Wallerius föddes 1592 i Vallerstads församling. Han var son till kyrkoherden Haraldus Petri och Anna Nilsdotter. Wallerius blev 13 juni student vid Uppsala universitet. Efter studierna i Uppsala, studerade han vid Helmstädts universitet och Wittenbergs universitet. 1622 blev han rektor i Norrköping. Wallerius prästvigdes 13 juli 1623. Han blev 1627 kyrkoherde i Vallerstads församling och prost 1645. Samma år blev han kontraktsprost över Bobergs kontrakt. Wallerius avled 7 december 1653 i Vallerstads socken.

### Familj
Wallerius gifte sig 1624 med Kerstin Holm (1604–1656). Hon var dotter till kyrkoherden Hans Matthiæ i Sankt Olofs församling, Norrköpings stad och Brita Evertsdotter Holm. De fick tillsammans barnen Harald Wallerius (1625–1641), Christina Wallerius som var gift med kyrkoherden Nicolaus Haquini i Malexanders församling, lektorn Nicolaus Wallerius i Linköping , Elisabeth Wallerius (1630–1677) som var gift med kronobefallningsmannen Lars Nordanväder och kronobefallningsmannen Peder Drufva, Anna Wallerius (1632–1700) som var gift med överstelöjtnanten Anders Leijonström, Maria Wallerius (1635–1693) som var gift med borgmästaren Sveno Petri Hall i Vadstena, Eva Wallerius (1637–1659), Sara Wallerius (1639-1640), kyrkoherden Johannes Wallerius i Hällestads församling, Harald Wallerius (1642–1644), advokatfiskalen Isaac Wallerius i Stockholm (1643–1692) och professorn Harald Vallerius (1646–1716) vid Uppsala universitet. Efter Wallerius död gifte änkan om sig med efterträdaren Johannes Laurenius.